# André Jolivet
André Jolivet (pronunciat: [ɑ̃dʁe ʒɔlivɛ]; 8 d'agost de 1905 - 20 de desembre de 1974) va ser un compositor francès. Conegut per la seva devoció a la cultura francesa i al pensament musical, Jolivet es va inspirar en el seu interès per l'acústica i l'atonalitat, així com per les influències musicals tant antigues com modernes, especialment en els instruments utilitzats en l'antiguitat. Va compondre en una gran varietat de formes per a molts tipus diferents de conjunts.

## La vida

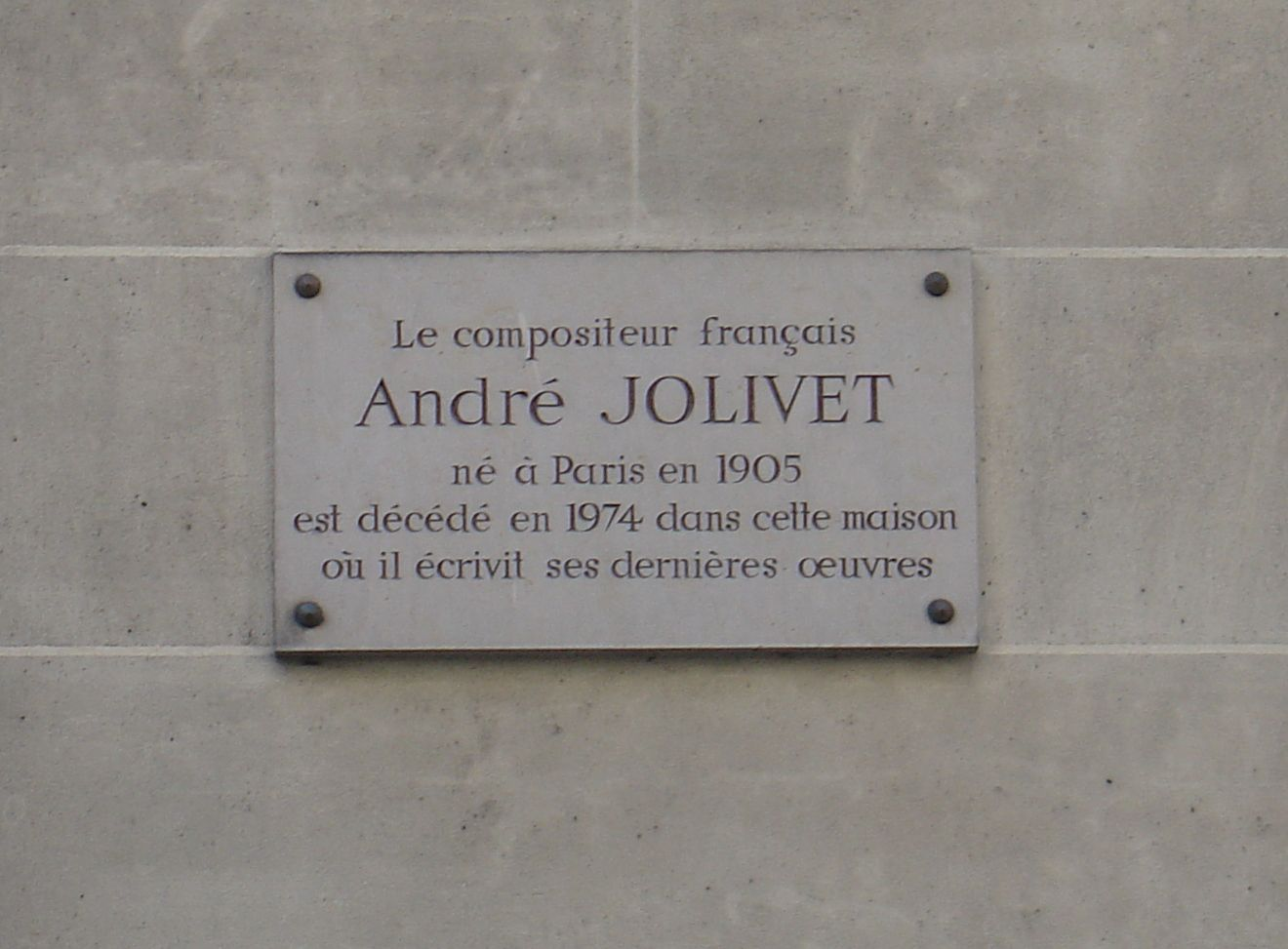
Placa al 59 Rue de Varenne, París, commemorant André Jolivet

André Jolivet va néixer el 8 d'agost de 1905, a la rue Versigny de Montmartre, París, fill de Victor-Ernest Jolivet i Madeleine Perault; el seu pare era un pintor aficionat, que solia treballar amb Ziem, i comptable de la Compagnie Générale des Omnibus i la seva mare i la seua germana pianistes.
Jolivet va desenvolupar un interès per les arts a principis de la seva vida. Va ser l'abat Théodas, mestre de capella de Notre-Dame de Clignancourt, fundador del cor "Les Ménétriers" que el va iniciar l'any 1913 en les tècniques d'escriptura i el va introduir en les polifonies dels segles XVI i XVII. Als 14 anys va començar a fer classes de violoncel amb Louis Feuillard. També va fer classes de pintura. A més, passava les vacances a la Comédie-Française i en la galeria, i ell mateix comentà en una entrevista que "tornant de les matinades declamava fragments de El Cid, de Le Misanthrope i Bitrannicus. Estava decidit a convertir-me en un membre de la Comédie-Française".
No obstant això, els seus pares només estaven disposats a recolzar l'entusiasme del seu fill pel teatre i l'òpera sempre que es només fos un hobby, ja que no podien concebre la música com una professió. Per aquest motiu, l'any 1921, Jolivet ingressa a l'Escola Normal de mestres d'Auteuil, i al mateix temps es dedica a la música. Va ensenyar a l'escola primària a París (entremig de tres anys per servir a l'exèrcit).
Un dels seus propis professors, però, creia que Jolivet tenia un futur en la música i el va animar fermament a dedicar-se a la composició i el va presentar a Paul Le Flem, el primer professor de composició de Jolivet. De 1927 a 1932, Le Flem el va fer treballar l' harmonia i el contrapunt i va aprendre el rigor i la disciplina de l'escriptura. A més, va descobrir a Schönberg, Berg i Bartók, pels quals tenia una admiració constant, dedicant-li el 1945, any de la mort de Bartók, la seva sonata n1 per a piano.
Després d'escoltar el primer concert d'Arnold Schoenberg, Jolivet es va interessar per la música atonal, i després per recomanació de Le Flem es va convertir en l'únic estudiant europeu d'Edgard Varèse, que li va transmetre els seus coneixements d'acústica musical, música atonal, masses sonores i orquestració. La primera reunió entre ells fou en 1928, durant un concert en la Salle Gaveau, on s'estaven interpretant les Amériques de Varèse. Sobre el seu mestre comenta: "M'ha ajudat a descobrir-ne un dels aspectes més significatius de la música: la música com a expressió màgica i ritual de societat humana. He après a donar molta importància a l'equilibri entre l'home i el cosmos". De 1930 a 1933, Varèse li va canviar radicalment el seu enfocament de la música. Ell ho explica dient: "Abans de Varèse, escrivia amb notes, després de Varèse, componia amb sons". Durant aquests anys Jolivet fou un convidat freqüentment a casa de Varèse, on conegué a artistes i escriptors de gran renom, com Artaud, Picasso i Calder.
Alhora, participava en la investigació acústica, i va conèixer la transmutació de les cèl·lules sonores i de densitat, va prendre consciència de la rellevància de les lleis astronòmiques per a les estructures musicals.
El 1936 Jolivet va cofundar el grup La jeune France juntament amb els compositors Olivier Messiaen, Jean-Yves Daniel-Lesur i Yves Baudrier, un grup destinat a promoure la nova música francesa i "propagar la música viva amb el mateix esperit de sinceritat, generositat, consciència artística" (Manifest de la Jove França). Intentaven restablir una forma de composició més humana i menys abstracta. La jeune France es va desenvolupar a partir de la societat de música de cambra d'avantguarda La Spirale, formada per Jolivet, Messiaen i Daniel-Lesur l'any anterior.

### Vida privada
Jolivet es va casar dues vegades, primer amb la violinista Martine Barbillion el 1929; van tenir una filla, Françoise-Martine (1930–2004). El 1933, es va casar amb Hilda Ghuighui (també escrit Guigue) (1906–1996), i van tenir tres fills, Pierre-Alain (1935–2005), Christine (n. 1940) i Merri (n. 1943).

### Mort

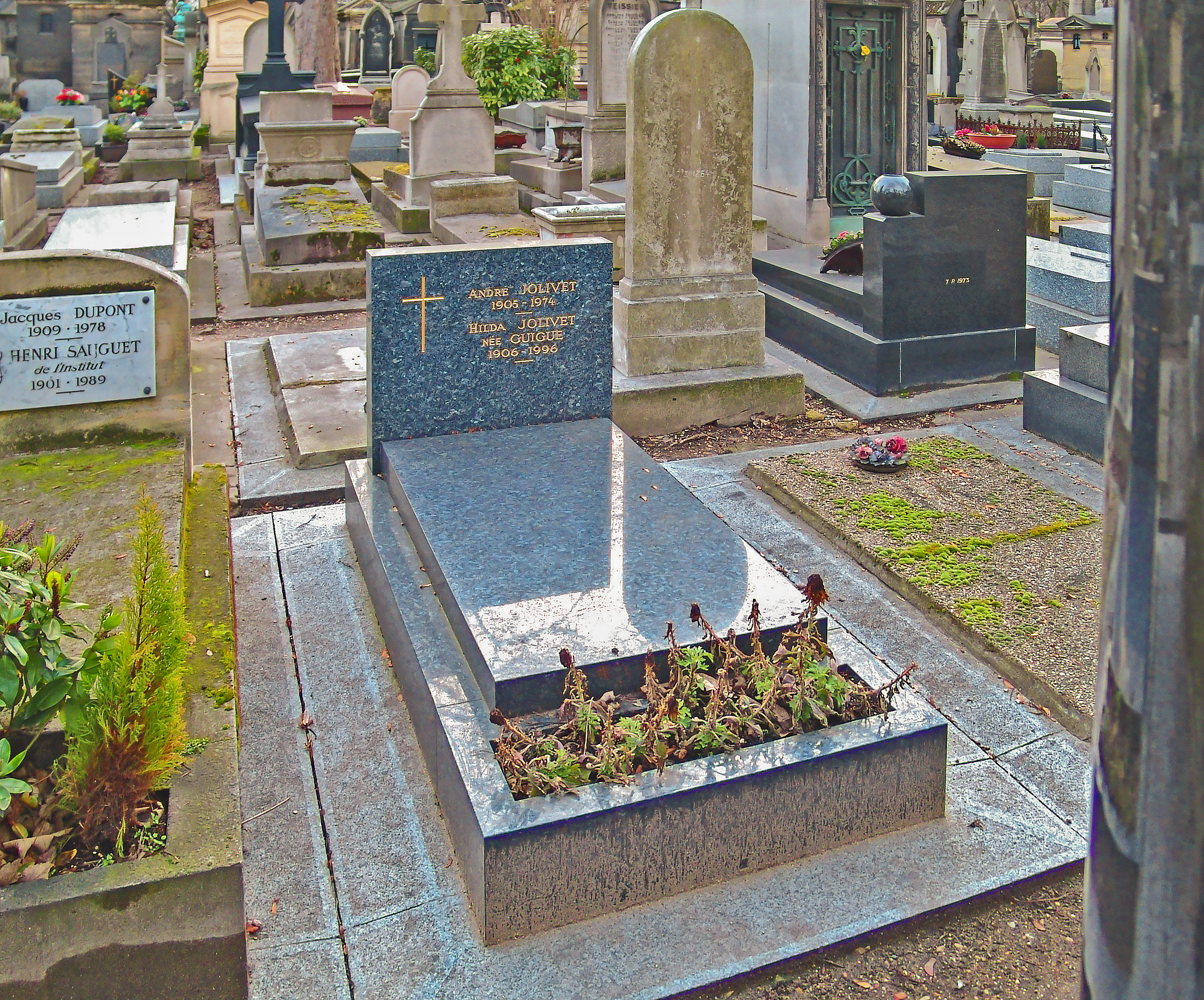
La tomba de Jolivet al costat de la d'Henri Sauguet

Jolivet va morir a París el 1974 als 69 anys, deixant inacabada la seva òpera Le Soldat inconnu. La seua mort sobtada va causar una profunda angoixa als seus nombrosos amics. Per al món de la música francesa va suposar la pèrdua d'un compositor important, original i imaginatiu.
Va ser enterrat al cementiri de Montmartre al costat del compositor Henri Sauguet (secció 27, prop de la tomba d'Héctor Berlioz).

## Carrera
Els ideals estètics de Jolivet van patir molts canvis al llarg de la seva carrera. El seu desig inicial d'adolescent va ser escriure música per a teatre, la qual cosa va inspirar les seves primeres composicions, inclosa la música per a un ballet. Claude Debussy, Paul Dukas i Maurice Ravel van ser les seves properes influències després d'escoltar un concert de les seues obres el 1919; va compondre diverses peces per a piano mentre entrenava per ser professor abans d'anar a estudiar amb Le Flem. Schoenberg i Varèse van ser molt evidents en el seu primer període de maduresa com a compositor, durant el qual el seu estil es basava molt en l'atonalitat i les idees modernistes. Mana (1933), l'inici del seu "període màgic", va ser una obra en sis parts per a piano, cada part representa un dels sis objectes que Varèse va deixar amb ell abans de traslladar-se als Estats Units. Amb aquesta obra Jolivet estableix el seu llenguatge personal i s'imposa en el món musical. La obra va ser especialment afavorida per Olivier Messiaen, que li va dedicar un article elogiós, i al 1937 es va referir a la partitura com 'una simple suite de peces per piano que, per la novetat del seu llenguatge i la estètica singular, pareix que expressa noves aspiracions. Estic parlant de Mana, de André Jolivet'.
La intenció de Jolivet com a compositor al llarg de la seva carrera va ser "tornar a la música el seu sentit original i antic, quan era l'expressió màgica i encantadora de les creences religioses dels grups humans". Mana, fins i tot com una de les seves primeres obres madures, n'és un reflex; Jolivet va considerar les escultures com a objectes fetitxe. La seva escriptura posterior va continuar buscant els significats originals de la música i la seva capacitat d'expressió emocional, ritual i celebrativa.
La seva primera composició reconeguda, Trois Temps pour Piano (1930), és a petita escala. Dura uns set minuts, però va ser suficient per a Messiaen, membre del jurat de la Société Nationale de Musique, per adonar-se de seguida que el compositor era un músic de dots excepcionals. Messiaen el va fer interpretar la peça l'any següent, el 4 de març de 1931, i en ell Jolivet va trobar el seu segon mentor: un artista igualment implicat en temes espirituals i religiosos, igualment compromès en ampliar l'abast dels mitjans tècnics i expressius.
El 1945 va publicar un article en què declarava que "la música francesa no li deu res a Stravinski ", encara que ambdós compositors es basaven molt en temes de la música antiga en la seva obra; Jolivet i La jeune France van rebutjar el neoclassicisme a favor d'un estil de composició menys mecànic i progressista i, en canvi, més espiritual. Més tard, durant la Segona Guerra Mundial, Jolivet es va allunyar de l'atonalitat i cap a un estil de composició més tonal i líric. Després d'uns anys de treballar en aquest estil més simplista, durant els quals va escriure l'òpera còmica Dolorès, ou Le miracle de la femme laide (1942) i el ballet Guignol et Pandore (1943), va arribar a un compromís entre aquest i el seu treball anterior més experimental. La Primera Sonata per a piano, escrita el 1945, mostra elements d'aquests dos estils.
Finalment, adonant-se de la seva ambició juvenil d'escriure per al teatre, Jolivet es va convertir en el director musical de la Comédie-Française el 1945, càrrec que va ocupar fins al 1959. Allà va compondre per a obres de Molière, Racine, Sòfocles, Shakespeare i Claudel, amb 14 obres en total. També va continuar component per la sala de concerts, sovint inspirat en els seus freqüents viatges arreu del món, adaptant textos i música d'Egipte, Orient Mitjà, Àfrica i Àsia al seu estil marcadament francès.
Durant les dècades de 1950 i 1960, Jolivet va escriure diversos concerts per a una varietat d'instruments, com ara trompeta, piano, flauta, arpa, fagot, percussió, violoncel i violí. Aquestes obres, tot i que són molt apreciades, exigeixen una habilitat tècnica virtuosa dels intèrprets. Jolivet també és un dels pocs compositors que va escriure per a les ones Martenot, un dels primers instruments electrònics. Va completar el concert el 1947, 19 anys després de la invenció de l'instrument. Jolivet va fundar el Centre Français d'Humanisme Musical d'Ais de Provença el 1959, un lloc d'estiueig la vocació del qual era ser un lloc de trobada de compositors, músics i estudiants. Però, víctima de l'èxit d'aquesta empresa, Jolivet va haver de renunciar-hi l'any 1964, preferint dedicar-se essencialment a la composició més que a la pesada organització d'aquesta acadèmia. Entre 1959 i 1962, va ser convocat per André Malraux com a assessor tècnic de la Direcció General de les Arts i les Lletres. Del 1966 al 1970, va ensenyar composició al Conservatori Nacional de Música i Dansa de París. Fou un convidat freqüent en festivals nacionals i internacionals. Ha estat àmpliament interpretat i aclamat al món occidental, al ser considerat representatiu d'un cert tipus de nova música francesa.
Va ser professor de Judith Lang Zaimont a París (1971-72) quan ella va rebre la Beca Debussy de l'Aliança Francesa per un any d'estudi d'Orquestració amb André Jolivet.
El 1972, Rolf Liebermann, director de l'Òpera de París, va encarregar a Jolivet l' òpera Bogomilé ou le lieutenant perdu sobre un llibret de Marcel Schneider.

## Estil
Podem determinar 3 grans períodes en la producció de Jolivet. La 1, que abraça els anys 30 i en la qual va compondre especialment Mana, la Dansa d'Incantatori, les Danses rituals. Es caracteritza per la recerca de la música "humana, religiosa, màgica i encantadora», per un retorn a les fonts. La influència del seu mestre Varèse no és aliena a això. El segon període és des dels anys quaranta, després de l'experiència de la guerra, que empeny a Jolivet a apropar-se al públic component música més accessible, escrita en un llenguatge més senzill (Les Poèmes Intimes, Les 3 Complaintes du Soldat). L'últim període és una síntesi dels altres dos, que es pot localitzar a partir de la composició de la Sonata per a piano núm. 1 i en què l'alquímia té lloc entre tots els components dels altres períodes, és a dir, entre lirisme, claredat i llenguatge complex; audàcia i tradició humanista; primitivisme, esoterisme i simplicitat. Però sempre preval l'emoció sobre el virtuosisme. Jolivet utilitzà recursos tècnics moderns per compondre música enèrgica, sovint modal, amb sons i ritmes atrevits.

## Premis
- 1951: Gran Premi de la Ciutat de París
- 1954: Gran Premi de Compositors al Festival Internacional de Música Contemporània
- 1958: Gran Premi del President de la República
- 1961: Gran Premi de Música Francesa SACEM
- 1965: Gran Premi de Música Francesa SACD
- 1965: Premi de la Ràdio-Televisió francesa
- 7 vegades Gran Premi Rècord

## Distincions
- Oficial de la Legió d'Honor
- Medalla militar 1939-1945
- Oficial d'Arts i Lletres

## Obres seleccionades
| Música de cambra i solista | Música de cambra i solista                                                       |
| -------------------------- | -------------------------------------------------------------------------------- |
| 1932                       | Sonata per violí i piano                                                         |
| 1934                       | Quartet de corda                                                                 |
| 1935                       | Andante i adagio, per a cordes                                                   |
| 1935                       | Chant d'oppression, per a viola i piano                                          |
| 1936                       | Cinq incantations, per a flauta                                                  |
| 1937                       | (Incantation) Pour que l'image devienne symbole pour flûte en sol                |
| 1937                       | Poèmes pour l'Enfant                                                             |
| 1938                       | Cosmogonie, per a piano                                                          |
| 1939                       | Cinq danses rituelles                                                            |
| 1943                       | Pastorales de Noël, per a flauta, fagot i arpa                                   |
| 1943                       | Suite delphique, per a 12 instruments                                            |
| 1944                       | Chant de Linos, per a flauta, violí, viola, violoncel i arpa                     |
| 1945                       | Sérénade, per a quintet de vent amb oboè principal                               |
| 1953                       | Fantaisie-Impromptu, per a saxo i piano                                          |
| 1956                       | Sérénade, per a dues guitarres (dedicat al duet d'Ida Presti i Alexandre Lagoya) |
| 1957                       | Rhapsodie à sept, per a set vents i cordes                                       |
| 1961                       | Sonatina, per a flauta i piano                                                   |
| 1961                       | Sonatina, per a flauta i clarinet                                                |
| 1963                       | Sonatina, per a oboè i fagot                                                     |
| 1965                       | Deux études de concert, per a guitarra                                           |
| 1965                       | Suite en concert, per a flauta i quatre instruments de percussió                 |
| 1965                       | Suite en concert, per a violoncel                                                |
| 1967                       | Cinq églogues, per a viola sola                                                  |
| 1968                       | Cérémonial, homenatge a Varèse per a sis instruments de percussió                |
| 1968                       | Arioso Barocco, pour trompette et orgue                                          |
| 1972                       | Tombeau de Robert de Visée, per a guitarra                                       |
|                            | Sonata, per a flauta                                                             |
|                            | 12 invencions, per a quintet de vent, trompeta, trombó i quintet de corda        |
|                            | Sonatina, per a flauta i violoncel                                               |

| Teclat | Teclat                                         |
| ------ | ---------------------------------------------- |
| 1920   | Romance barbare, per a piano                   |
| 1925   | Sarabande sur le nom d'Erik Satie, per a piano |
| 1927   | Tango, per a piano                             |
| 1930   | Deux Mouvements (prélude, pastorale)           |
| 1931   | Trois Temps núm. 1, per a piano                |
| 1931   | Trois Temps No. 2, per a piano                 |
| 1931   | Sis estudis, per a piano                       |
| 1934   | Danses pour Zizou, per a piano                 |
| 1934   | Algeria-Tango, per a piano                     |
| 1934   | Sidi-Ya-ya, per a piano                        |
| 1935   | Madia, per a piano                             |
| 1935   | El viejo camello, per a piano                  |
| 1935   | Fom Bom Bo, per a piano                        |
| 1935   | Mana, sis peces per a piano                    |
| 1938   | Cosmogonie, per a piano                        |
| 1939   | Cinq danses rituelles, per a piano             |
| 1944   | Étude sur des modes antiques                   |
| 1945   | Sonata per a piano núm. 1                      |
| 1957   | Sonata per a piano núm. 2                      |
| 1961   | Hymne à l'univers, per a orgue                 |
| 1969   | Mandala, per a orgue                           |

| Concerts | Concerts                                              |
| -------- | ----------------------------------------------------- |
| 1947     | Concert per a ondes Martenot i orquestra              |
| 1948     | Concertino per a trompeta, piano i orquestra de corda |
| 1949     | Concert per a flauta i cordes                         |
| 1951     | Concert per a piano                                   |
| 1952     | Concert per a arpa i orquestra de cambra              |
| 1954     | Concert per a fagot, cordes, arpa i piano             |
| 1954     | Concert per a trompeta                                |
| 1958     | Concert per a percussió                               |
| 1962     | Concert per a violoncel número 1                      |
| 1965     | Concert per a flauta i percussió                      |
| 1966     | Concert per a violoncel número 2                      |
| 1972     | Concert per a violí                                   |

| Música orquestral | Música orquestral                                               |
| ----------------- | --------------------------------------------------------------- |
| 1936              | Dansa incantatòria                                              |
| 1938              | Cosmogonie (versió orquestral)                                  |
| 1939              | Cinq danses rituelles (versió orquestral)                       |
| 1943              | Suite delphique, per a cordes, arpa, ondes Martenot i percussió |
| 1944              | Le Malade imaginaire, musique de scène                          |
| 1951              | Le Bourgeois gentilhomme, musique de scène                      |
| 1953              | Simfonia núm. 1                                                 |
| 1959              | Simfonia núm. 2                                                 |
| 1961              | Simfonia per a cordes                                           |
| 1964              | Simfonia núm. 3                                                 |

| Música vocal | Música vocal                                            |
| ------------ | ------------------------------------------------------- |
| Cançons      |                                                         |
| 1937         | Poèmes pour l'enfant, per a veu i onze instruments      |
| 1940         | Les trois plaintes du soldat, per a veu i orquestra     |
| 1942         | Suite litúrgica per a veu, oboè, violoncel i arpa       |
| 1953         | Épithalame, per a cor de 12 parts                       |
| 1970         | Songe à nouveau rêvé, concert per a soprano i orquestra |
| Música sacra |                                                         |
| 1940         | Messe pour le jour de la paix                           |
| 1956         | La vérité de Jeanne, oratori                            |
| 1962         | Missa Uxor tua                                          |

| Ballets | Ballets            |
| ------- | ------------------ |
| 1939    | Les quatre vérités |
| 1941    | Ballet des étoiles |
| 1943    | Guignol et Pandore |
| 1950    | L'inconnue         |
| 1964    | Ariadna            |
|         | Marines            |

| Òperes | Òperes                                     |
| ------ | ------------------------------------------ |
| 1942   | Dolorès o Le miracle de la femme laide     |
|        | Antígona                                   |
|        | Bogomilé ou le lieutenant perdu (inacabat) |